# Hammersmith (stanice metra v Londýně)
Hammersmith je stanice metra v Londýně, otevřená roku 1864. Nachází se na linkách:
- District Line a(mezi stanicemi Ravenscourt Park a Barons Court)
- Piccadilly Line (mezi stanicemi Turnham Green nebo Acton Town a Barons Court).

Tato stanice je konečnou pro linku Hammersmith & City Line a Circle Line (před touto stanicí je stanice Goldhawk Road).
| Rok  | Počet cestujících |
| ---- | ----------------- |
| 2011 | 37,83 mil.        |
| 2012 | 37,29 mil.        |
| 2013 | 38,25 mil.        |
| 2014 | 38,99 mil.        |